# Kbal Spean
Kbal Spean, in lingua khmer:ក្បាលស្ពាន ("testa di ponte"), trascritto anche Khbal Spean, è un sito dell'era Angkoriana, alle pendici sudoccidentali delle colline di Kulen, in Cambogia, 30 km a nord-nord-est dal gruppo principale dei monumenti di Angkor. Il suo nome deriva da un blocco di arenaria nel quale lo Stung (fiume) Kbal Spean ha scavato un ponte naturale nella sua discesa dalla Phnom (collina) Kbal Spean, che lo porta a congiungersi con lo Stung Siem Reap.
Lungo il corso del fiume sono state scavate una serie di sculture, lungo una sezione del torrente lunga circa 150 metri, tra le quali abbondano i lingam, simboli del dio Shiva, in forma di protuberanze viepiù abbozzate, affiancati in gruppi ordinati sul letto del fiume. Questo ha dato origine al suo nome sanscrito di Sahasralinga (Fiume dei Mille Linga). L'intento sacro all'origine delle sculture è la fertilizzazione delle risaie attraverso l'acqua del fiume, utilizzata nella loro irrigazione.
Abbondano inoltre raffigurazioni di yoni, perlopiù in forma stilizzata di una "piscina" quadrata che contiene dei lingas (spesso nella configurazione detta quinconce) con uno sbocco, e di animali sacri e dei della tradizione induista. Tra di essi vi sono alcuni Visnù appoggiati su un fianco, nel lungo sonno che precede e origina la creazione del mondo, Brahmā dalle quattro facce appoggiato su un loto, Shiva e la sua consorte Uma che cavalcano il toro Nandin.

## Storia
Grazie allo stile utilizzato, e soprattutto all'abbondanza di iscrizioni, è possibile datare la maggioranza delle sculture e raffigurazioni presenti a Kbal Spean tra il XI e il XIII secolo. La maggioranza delle iscrizioni fa riferimento al regno di Udayadityavarman II, ma ce n'è almeno una che si riferisce a un ministro del suo predecessore Suryavarman I. Furono scoperte solo nel 1968 da Jean Boulbet e la frequentazione della zona fu successivamente impedita fino alla fine degli anni Novanta dalla presenza di mine.